# 安平砲擊事件
安平砲擊事件發生於1868年11月25日到12月2日，事件成因複雜，包含埤頭教案，與以樟腦糾紛為主的通商問題。英國軍艦於11月25日下午砲擊安平，26日凌晨英軍登陸安平襲擊台灣水師協官署，清兵11名陣亡6名受傷，水師協署副將江國珍受傷藏匿民家，後服毒自盡 。27日與自台灣府趕來支援的清兵發生戰鬥，清兵的火藥庫遭英軍放火。台灣鎮總兵劉明燈以英方強橫企圖再戰，但為地方仕紳以「從前粵東洋務，前事可鑒」所勸阻而停戰談和。

## 事件背景
台灣在清治時期，1855年地方官員與美商私訂密約允許經商，1858年依天津條約開放台南安平港，開港後在台灣的通商與教案糾紛頻傳，涉外事件紛至沓來，之後更於台灣本土發生數次戰役。安平砲擊的時空背景主要有三:
- 樟腦糾紛事件：自1725年，臺灣設修造戰船的軍工廠並設軍工料館採伐大木為造船材料，匠首即兼辦腦務，樟腦即軍工料館匠首的獨攬利益，並且有「封禁番地，犯者死」之政策。1858年天津條約明載樟腦在通商章程，英商可自由貿易。為壟斷樟腦獨佔地位，台灣當地官員亦欲介入利益，在1863年違反天津條約將樟腦改為官辦專賣。1868年英商怡記洋行（Messrs. Elles & Co.）經營臺灣樟腦生意，由必麒麟（W. A. Pickering）在梧棲設館，購入彰化蔡姓地方領袖所收集的樟腦，百餘擔樟腦遭軍工料館館丁攔截，後由蔡姓族人夥同搶回，同年2月13日必麒麟至當地親自押送樟腦出貨。匠首金東裕以「勾通藐法」之名，稟報臺澎兵備道吳大廷，使差役協同總理、保正拘集被告。怡記洋行向英國領事哲美遜（Jamieson），指控臺灣官方違反通商條約。後吳大廷去職，同年4月哲美遜會同美國駐廈門領事李讓禮（Charles W. Le Gendre）向台灣知府梁元桂抗議其違反天津條約，隨後對樟腦問題達成共識，即台灣發還怡記洋行所有樟腦，英方責令怡記洋行停止樟腦買賣，待英國公使與北京方面裁決。然而梁元桂並無意遵守協定，暗中派兵狙殺前往收回被沒入樟腦的必麒麟，將其擊傷。
- 1868年台灣南部教案涉外糾紛 ：1868年4月（同治7年3月），鳳山縣溝仔墘（Kao-a-Koe，又稱郊墘，今屏東縣竹田鄉）庄民以迎媽祖賽會（3月23為媽祖誕辰）向神父勒捐，神父以與教義不合不與，天主堂隨即遭搶並繼以縱火焚燬[3]，接著耶穌教華籍教士高長於鳳山埤頭時遭人毆打，遭清國士兵從埤頭押送到旗後交給英領事，之後高長又被控對婦人下毒。同年4月23日，受馬雅各醫生信任之旗後傳道人莊清風，在距英領事館僅5哩之村莊中遭殺，屍體被切成片[4]。 5月台南府城教堂遭焚，另又有教堂遷址案。7月31日（舊曆6月11日），埤頭重修禮拜堂旋即又被兵勇拆毀。
- 英方對臺灣道的認知：英國領事哲美遜的繼任者吉必勳（John Gibson）認為梁元桂握有武力後盾、拒絕遵守條約與共識、亦拒絕承認吉必勳領事身分，以致談判手段僵化，傾向採取砲艦外交[2]。

## 事件過程
1868年11月5日皇家砲艦「阿爾及利亞」號抵臺，吉必勳改與艦長茄噹（Gurdon）合作，此時英方已有阿爾及利亞號與鴇號兩艘砲艦，依國際法「強償之例」，軍事佔領熱蘭遮城和安平，以強償（reprisals）形式作為擔保，以維護條約權利。
英國控制安平可分三個階段
- 1868年11月21日到11月25日 : 英國砲艦「阿爾及利亞」號執行海上佔領期
- 1868年11月26日到12月2日 : 英軍登陸佔領安平時期，英軍攻破水師協署，茄噹勸清兵投降遭拒，雙方開火交戰，清軍敗逃，十一名被殺，六名受傷，水師協署副將江國珍自盡。
- 1868年12月3日到1869年1月18日 :  英國砲艦「鴇」號執行海上佔領期

## 結果與影響
安平砲擊事件反映出中國官員與外國談判，不諳國際法，處處先考量諭旨、國內法治為先，以道德詮釋條約，導致爆發原可避免的軍事衝突。也衍生出十九世紀萬國公法應用在臺灣時，國際法與國內法的衝突，此事件中美國駐厦門領事李仙得對臺灣主權產生的看法，影響日後牡丹社事件的走向。